# Sławacinek Nowy
Sławacinek Nowy (dawniej Nowy Sławacinek) – wieś w Polsce położona w województwie lubelskim, w powiecie bialskim, w gminie Biała Podlaska.
W latach 1975–1998 miejscowość administracyjnie należała do ówczesnego województwa bialskopodlaskiego. Do 1 stycznia 2014 roku wieś nosiła urzędową nazwę Nowy Sławacinek.
Wieś jest sołectwem w gminie Biała Podlaska. Według Narodowego Spisu Powszechnego z roku 2011 wieś liczyła 284 mieszkańców.
Przez wieś biegnie droga krajowa nr , która jest częścią międzynarodowej trasy ciągnącej się od Berlina do Moskwy (w Polsce zaczyna się w Świecku kończy w Terespolu).
Wierni Kościoła rzymskokatolickiego należą do parafii pod wezwaniem Narodzenia Najświętszej Maryi Panny w Białej Podlaskiej.